# Lycoperdon radicatum
Lycoperdon radicatum är en svampart som beskrevs av Durieu & Mont. 1848. Enligt Catalogue of Life ingår Lycoperdon radicatum i släktet Lycoperdon,  och familjen Agaricaceae, men enligt Dyntaxa är tillhörigheten istället släktet Lycoperdon,  och familjen röksvampar. Arten är reproducerande i Sverige. Inga underarter finns listade i Catalogue of Life.